# Zelotomys hildegardeae
Zelotomys hildegardeae — вид гризунів родини мишевих (Muridae). Зустрічається в Центральній Африці.

## Опис
Довжина голови й тулуба досягає приблизно 125 мм. Голова широка з блідо-сірими або білими щоками, білуватим підборіддям і горлом. Вуса темні, вуха темні та майже голі, з розсипом світлого волосся. Хутро щільне і м'яке; верх голови й тулуба сірувато-коричневий або сірий, а нижня частина тіла білувата або блідо-сірувато-коричнева, обидва кольори зливаються на боках. Кінцівки білуваті, стопи іноді мають блідо-коричневий верх. Хвіст становить близько 70% довжини голови й тулуба; він має кільця дрібних лусочок і маловолосий, з короткими білими або сірувато-коричневими волосками. Ця миша виробляє сильний неприємний запах, який може відлякати хижаків.

## Поширення й середовище
Ця миша є ендеміком тропічної Центральної Африки. Його ареал простягається від Анголи, північної Замбії та південної частини Демократичної Республіки Конго, на схід до Танзанії та на північ до Уганди, Кенії та Південного Судану. Типовим місцем існування є волога савана, високі луки та чагарники, часто на краю боліт або лісів. На півночі Малаві він був зареєстрований у соснових плантаціях і в безпосередній близькості від людського житла.

## Спосіб життя
Ця миша частково веде денний і нічний спосіб життя, і в неволі активна протягом ночі. Шукає їжу на землі під покривом довгих трав і листя і харчується в основному членистоногими, такими як коники та цвіркуни, гнойовики, інші комахи та багатоногі молюски, з деякими плодами. Спілкується з іншими особинами, видаючи пронизливий свист. Попри сильний запах, на вид полюють дрібні м'ясоїдні тварини. 